# Alain I d'Albret
Alain I d'Albret, detto "il Grande" (1440 – 1522), è stato un militare, politico e cavaliere francese.
Fu il XVI signore di Albret, visconte di Tartas, conte di Castres e II conte di Gavre.

## Biografia
Figlio di Caterina de Rohan († 1471) e Giovanni I d'Albret († 1468), figlio adottivo ed erede di Carlo II d'Albret, divenne capo della casa di Albret nel 1471.
Grazie ai servigi ed alla fedeltà a Luigi XI di Francia, ampliò i propri domini sulla contea d'Avesnes-sur-Helpe.
Nel 1477, quando era allo stesso tempo signore di Avesnes e Connestabile di Francia, pose sotto assedio la sua città proprio per conto di re Luigi XI. Avesnes-sur-Helpe da allora ebbe sempre un forte senso di appartenenza alla Borgogna.
Sposò nel 1470 Françoise de Châtillon († 1481), figlia di William de Blois, e Isabelle de La Tour d'Auvergne, contessa di Perigord, e viscontessa di Limoges, che gli portò l'eredità della contea di Périgord e di Limoges e alcune pretese al Ducato di Bretagna.
Il 14 luglio 1484, a Orthez, nella contea di Foix, Alain aumentò la propria sfera d'influenza facendo sposare il proprio figlio Giovanni d'Albret a Caterina di Navarra figlia del visconte di Castelbon, principe di Viana de jure e luogotenente del regno di Navarra, Gastone di Foix-Navarra, assumendo il titolo di re Giovanni III di Navarra.

### La guerra franco-bretone
Dopo la morte della moglie (1481), Alain d'Albret, nonostante la sua età, aspirò alla mano di Anna di Bretagna e quindi all'eredità del duca di Bretagna Francesco II. Si alleò con Francesco II contro il potere regale. I suoi intrighi non ebbero successo e fu sconfitto senza essere in grado portare sostegno alla Bretagna nel 1487.
Si unì alla fazione del duca di Bretagna Francesco II, contraria a Carlo VIII, portò i suoi rinforzi via mare in Bretagna, ma l'anno seguente, la sconfitta delle armate di Francesco II a Saint-Aubin-du-Cormier concluse la prima guerra franco-bretone ed il duca dovette accettare il trattato di Verger, dove una delle clausole vietava alle figlie di Francesco II di non potersi sposare senza l'assenso del re di Francia.
Tuttavia, continuò a sperare di regnare in Bretagna, ma deluso dal matrimonio della duchessa Anne con il re Massimiliano d'Austria, trovò più vantaggioso per le sue truppe di consegnare la città di Nantes di cui aveva ottenuto la custodia. L'unico successo fu quello di essere nominato in seguito, brevemente, governatore della Bretagna da Carlo VIII.
Alain d'Albret morì nel 1522.

## Discendenza
Alain e Françoise de Châtillon ebbero nove figli:
- Jean d'Albret che sposò nel 1484 Caterina di Navarra e divenne Re di Navarra. La loro nipote, Giovanna III di Navarra sposò Antonio di Borbone e fu la madre del re di Francia e di Navarra Enrico IV di Francia.
- Gabriel, signore di Avesnes-sur-Helpe, fidanzato con Elisabetta d'Inghilterra, sorella minore di Anna di Bretagna.
- Charlotte d'Albret, signora di Châlus, sposò Cesare Borgia nel 1500.
- Amanieu d'Albret († 1520), divenne vescovo di Pamiers, di Comminges e di Lescar, e quindi cardinale
- Pierre, conte di Périgord.
- Louise, viscontessa di Limoges († 1531), sposò nel 1495 Charles de Croy, conte di Chimay.
- Isabelle, moglie di Gaston Thane II di Buch.
- Anne, moglie di Charles de Croy.
- Isabelle, moglie di John Foy.

## Ascendenza
|                        |   |                                | Genitori |  |  | Nonni |  |  | Bisnonni         |  |  | Trisnonni                    |  |
|                        |   |                                |          |  |  |       |  |  | Carlo I d'Albret |  |  | Arnaud-Amanieu VIII d'Albret |  |
|                        |   |                                |          |  |  |       |  |  | Carlo I d'Albret |  |  | Arnaud-Amanieu VIII d'Albret |  |
|                        |   | Margherita di Borbone-Clermont |          |  |  |       |  |  | Carlo I d'Albret |  |  |                              |  |
| Carlo II d'Albret      |   |                                |          |  |  |       |  |  | Carlo I d'Albret |  |  |                              |  |
|                        |   | Maria de Sully                 | …        |  |  |       |  |  |                  |  |  |                              |  |
|                        |   | Maria de Sully                 | …        |  |  |       |  |  |                  |  |  |                              |  |
|                        |   | Maria de Sully                 | …        |  |  |       |  |  |                  |  |  |                              |  |
| Giovanni I d'Albret    |   | Maria de Sully                 |          |  |  |       |  |  |                  |  |  |                              |  |
|                        |   | …                              | …        |  |  |       |  |  |                  |  |  |                              |  |
|                        |   | …                              | …        |  |  |       |  |  |                  |  |  |                              |  |
|                        |   | …                              | …        |  |  |       |  |  |                  |  |  |                              |  |
| Anna d'Armagnac        |   | …                              |          |  |  |       |  |  |                  |  |  |                              |  |
|                        |   | …                              | …        |  |  |       |  |  |                  |  |  |                              |  |
|                        |   | …                              | …        |  |  |       |  |  |                  |  |  |                              |  |
|                        |   | …                              | …        |  |  |       |  |  |                  |  |  |                              |  |
| Alain I d'Albret       |   | …                              |          |  |  |       |  |  |                  |  |  |                              |  |
|                        | … | …                              |          |  |  |       |  |  |                  |  |  |                              |  |
|                        | … | …                              |          |  |  |       |  |  |                  |  |  |                              |  |
|                        | … | …                              |          |  |  |       |  |  |                  |  |  |                              |  |
| Alain IX de Rohan      | … |                                |          |  |  |       |  |  |                  |  |  |                              |  |
|                        |   | …                              | …        |  |  |       |  |  |                  |  |  |                              |  |
|                        |   | …                              | …        |  |  |       |  |  |                  |  |  |                              |  |
|                        |   | …                              | …        |  |  |       |  |  |                  |  |  |                              |  |
| Catherine de Rohan     |   | …                              |          |  |  |       |  |  |                  |  |  |                              |  |
|                        |   | …                              | …        |  |  |       |  |  |                  |  |  |                              |  |
|                        |   | …                              | …        |  |  |       |  |  |                  |  |  |                              |  |
|                        |   | …                              | …        |  |  |       |  |  |                  |  |  |                              |  |
| Margherita di Bretagna |   | …                              |          |  |  |       |  |  |                  |  |  |                              |  |
|                        |   | …                              | …        |  |  |       |  |  |                  |  |  |                              |  |
|                        |   | …                              | …        |  |  |       |  |  |                  |  |  |                              |  |
|                        |   | …                              | …        |  |  |       |  |  |                  |  |  |                              |  |
|                        |   | …                              |          |  |  |       |  |  |                  |  |  |                              |  |